# 윈도우 8의 제거된 기능 목록
윈도우 8은 윈도우 NT의 버전이자 윈도우 7의 후속 버전이다. 윈도우 비스타 및 윈도우 7에 있는 몇 가지 기능은 더 이상 윈도우 8에서 사용할 수 없다. 다음은 제거된 기능 목록이다.

## 윈도우 쉘
- 시작 버튼 이 작업 표시줄에서 제거되었다(Windows 8.1에서 다시 추가되었다). 시작 화면을 불러오는 교체 방법은 화면 왼쪽 하단의 핫스팟에서 시작 화면 타일이 팝업되는 곳과 " 참 " 중 시작 버튼이 있다.[1]
- "최근 문서" 메뉴가 시작 화면에서 제거되었다.[2]
- Windows 8.1은 더 이상 새로 설치된 프로그램을 시작 화면에 자동으로 추가하지 않는다.[3]
- 통합 검색이 제거되었다. 카테고리별 검색이 전자를 대체한다. " 앱 ", " 설정 ", " 파일 " 또는 앱별 색인(예: Mail 앱의 이메일) 내에서 검색할 수 있지만 한 번에 모두 검색할 수는 없다. 기본 카테고리는 앱이지만 검색을 수행하기 전이나 후에 변경할 수 있다.[4] Windows 8.1은 통합 검색이 여전히 범위 검색과 같은 키워드나 메타데이터를 검색하지 않지만 이 기능을 부분적으로 복원한다.
- Windows Vista에서 처음 도입된 Windows Desktop Gadgets는 보안 취약점으로 인해 제거되었다.[5][6]
- Windows 2000, NT 4.0, Server 2003 및 2008 호환 모드가 제거되었다.

## 모양 및 개인 설정
- Aero Glass 테마는 Metro 디자인 언어에 따라 더 평평한 시각적 모양을 가진 새로운 테마로 대체되었다. 이것은 스큐어모피즘을 방지하기 위한 것이다. 작업 표시줄을 제외하고 새 테마는 이전 Glass 테마보다 더 적은 투명도 효과를 사용한다.[7][8]
- 플립 3D가 제거되었다. Win+Tab   이제 Windows Store 앱과 바탕 화면 사이를 전환한다.
- Windows 고전 테마가 제거되었다. 이전에 클래식 모양을 사용했던 고대비 테마가 새로운 비주얼 스타일을 사용하도록 수정되었다.[9]
- 개인 설정 > 제어판의 창 색상 및 모양 부분에 있는 "고급 모양 설정..."이 제거되었다.[10]
- 샘플 사진, 샘플 음악 클립, 샘플 비디오 클립 및 사전 설정된 사용자 계정 사진( 아바타 형식)은 더 이상 사용할 수 없다.
- Windows 7에 처음 포함된 사운드 구성표: Afternoon, Calligraphy, Characters, Cityscape, Delta, Festival, Garden, Heritage, Landscape, Quirky, Raga, Savanna 및 Sonata 모두 더 이상 사용할 수 없다. 폴더만 C:\Windows\Media 남아 있으며 비어 있다. 그러나 Windows 8을 새로 설치하는 대신 Windows 7에서 직접 업그레이드하는 경우 Windows 7에 포함된 사운드 구성표와 사운드 구성표와 관련된 파일이 유지된다.

## 파일 탐색기
- 새 상황에 맞는 메뉴 아래의 서류 가방 옵션은 기본적으로 제거되지만 레지스트리를 편집하여 복원할 수 있다.[11]
- Windows 8.1은 더 이상 기본적으로 라이브러리를 표시하지 않는다.[3]

## 게임
- Chess Titans, Mahjong Titans, Purble Place, Minesweeper, FreeCell, Solitaire 및 Spider Solitaire가 제거되었다. 업데이트된 버전의 Mahjong, Minesweeper, FreeCell, Solitaire 및 Spider Solitaire는 Windows 스토어에서 사용할 수 있다.
- 게임 탐색기에 대한 바로 가기가 제거되었다. 기능 자체와 명령줄 바로 가기( shell:games )는 그대로 유지된다.

## 네트워킹
- 전화 접속 네트워킹의 경우 "재다이얼 시도" 및 "회선이 끊긴 경우 재다이얼"과 같은 "재다이얼 옵션" 아래의 일부 옵션을 더 이상 사용할 수 없다. PSTN 전화선을 사용하는 전화 접속 네트워킹이 점점 더 드물어지고 있지만 이는 2G, 3G 및 3.5G 모바일 네트워크 에 연결하는 데 여전히 PSTN 전화선을 사용하는 사용자와 시스템의 PPPoE 다이얼러를 사용하는 DSL 가입자에게 영향을 미칠 수 있다.[12]
- 네트워크 및 공유 센터 제어판의 작업 창에 있는 "무선 네트워크 관리" 옵션은 더 이상 사용할 수 없지만 일부 기능은 netsh 명령 netsh wlan 통해 계속 사용할 수 있다.[13] 이 기능 중 일부는 PC 설정 앱을 통해 Windows 8.1 업데이트와 함께 다시 도입되었다. 마찬가지로, "새 연결 또는 네트워크 설정" 아래의 "무선 Ad Hoc 설정" 옵션을 통해 Ad Hoc 무선 연결 을 생성하는 것은 GUI를 통해 더 이상 사용할 수 없다. 사용자는 동일한 netsh 명령이나 Connectify 와 같은 타사 유틸리티를 사용해야 한다.
- 연결 탭 아래의 무선 네트워크 속성 상자에서 플래시 드라이브에 대한 Wi-Fi 연결을 더 이상 저장할 수 없다.
- Windows 7 에서 Bluetooth 통신이 가능한 장치에 추가한 Bluetooth 파일 전송 마법사[14] 대한 바로 가기가 더 이상 제공되지 않는다. 유틸리티 자체( fsquirt.exe )는 계속 사용할 수 있다.
- Windows 8.x Bluetooth 스택은 Bluetooth A2DP 싱크 역할을 지원하지 않는다. 따라서 Bluetooth를 사용하여 다른 휴대폰이나 다른 PC에서 Windows 8.x를 실행하는 PC로 오디오를 재생하는 것은 불가능하다. Windows 7은 A2DP 소스 및 싱크 역할을 모두 지원했다.
- 네트워크 맵이 네트워크 및 공유 센터에서 제거되었다.
- Windows Vista에 도입된 네트워크 프로젝터에 연결( netproj.exe )은 Windows 8.1에서 선택적 구성 요소로 더 이상 사용되지 않는다.

## 사용자 계정 및 보안
- Windows CardSpace가 제거되었다.[15]
- 윈도우 디펜더 :
  - 더 이상 자동 시스템 스캔을 예약할 수 없다. 이제 Windows 관리 센터의 유지 관리 일정의 일부이다.
  - 더 이상 현재 처리된 항목을 표시하지 않는다.

## 미디어 기능
- Windows Media Center는 더 이상 Windows 8 에디션에 포함되지 않으며 Microsoft에서 더 이상 추가 기능으로 제공하지 않는다.[16][17]에서 2015년 10월 30일까지 US$9.99 추가 기능으로(2013-01-31 프로모션 무료 추가 기능으로) 사용할 수 있었다. 현재 중단된 Windows 8 Pro(Media Center 팩을 통해) 및 Windows 8 코어 에디션(Pro 팩을 통해)을 위한 Windows 8 서비스에 기능 추가할 수 있다.[18][19]
- DVD-비디오 및 MPEG-2 비디오 코덱은 더 이상 포함되지 않는다. 비디오 DVD는 추가 기능이 제공되는 동안 구입한 사용자를 위해 Windows Media Center에서 재생할 수 있다.[18]
- Windows DVD Maker는 타사 소프트웨어를 위해 제거되었다.
- Windows Media Center는 "새로운 Windows OS 요구 사항 및 동작" 때문에 시작 시 또는 다른 창 위에서 실행할 수 없다.[20][21]
- Windows Media Player에는 더 이상 미디어 가이드 기능과 옵션 메뉴의 DVD 탭이 없다.
- Windows 2000 디스플레이 드라이버 모델(XDDM),[22] 은 Windows 8에서 단종된다.[23]
- MIDI 매퍼가 제거되었다. 프로그램은 이제 특정 MIDI 장치를 선택해야 한다. 선택이 없다는 것은 Microsoft GS Wavetable Synth인 장치 #0을 의미한다.[24]
- Windows 8.1은 사진 앱 에서 Facebook 및 Flickr 지원을 제거한다.[3]

## 파일 시스템
- 백업 및 복원은 더 이상 사용되지 않으며 파일 히스토리 대신 Windows 7 파일 복구 로 이름이 변경되었다.[25][26] Windows 8.1에서는 증분 블록 기반 파일 백업 및 예약 백업이 제거되었다. 시스템 이미지 백업만 남는다.[27]
- 영구 섀도 복사본은 더 이상 사용할 수 없다. 따라서 파일 속성 대화 상자의 이전 버전 탭을 통해 이전 버전의 파일을 탐색, 검색 및 복구하는 기능이 로컬 볼륨에서 제거되었다.[28] 이전 버전의 파일 구성 및 예약은 고급 시스템 속성 ( systempropertiesadvanced.exe ) 대화 상자 의 시스템 보호 탭에서도 제거되었다.
- CHKDSK 유틸리티는 시작 시 실행할 때만 진행률을 표시한다.[29]

## 기타
- 중지 오류가 단순화되었다. 특히, 일반 조언 및 보조 오류 코드의 여러 단락이 제거된다.[30] Windows 8.1에는 핫픽스를 설치한 후 Windows 8 사용자도 사용할 수 있는 변경 사항을 되돌리는 레지스트리 설정이 추가되었다.[31]
- 로그인, 로그아웃 및 시스템 종료 시 재생되는 사운드와 사운드 이벤트 자체가 제거되었다. 시동음은 그대로 유지되지만 기본적으로 비활성화되어 있다.[32]
- 닷넷 프레임워크 3.5 더 이상 설치되지 않는다. Microsoft는 사용자가 Windows 설치 디스크에서 설치할 수 있는 해결 방법을 게시했지만 Windows를 설치하려면 인터넷 연결이 필요하다.[33]
- 닷넷 프레임워크 1.1 지원되지 않는다.[34]
- IME 패드 및 도구 모음과 같은 기능 은 Sucheng/Quick, Cangjie 및 Dayi 입력에서 제거되었지만 여전히 Bopomofo 입력에는 남아 있다.[35]
- Windows 8.1에서는 Windows 체험 지수 점수가 제거되었다.[3]
- OHCI 호환 FireWire 400 (IEEE 1394-1995) 호스트 컨트롤러 용 드라이버는 Microsoft 지원에서 구할 수 있지만 제거되었다. Windows 8.x는 FireWire 800 (IEEE 1394b-2002)용 드라이버와 함께 제공된다.[36]
- 이전에 더 이상 사용되지 않는 DirectDraw 에뮬레이션은 이제 특정 레거시 게임에서 상당한 성능 저하를 나타낸다.[37]
- 크래커들이 윈도우 XP, 윈도우 비스타, 윈도우 7에 탑재된 윈도우 정품 혜택을 우회하여 불법 복제된 윈도우에서도 정품으로 판단되게 만듦에 따라 윈도우 정품 혜택이 제외되었다.

## 같이 보기
- 윈도우 8
- 윈도우 8.1